# کارگوشن
کارگوشن (به لهستانی:  Kargoszyn) یک روستا در لهستان است که در گمینا چیخانوو واقع شده‌است.